# Textfunktion
Mit Textfunktion ist die kommunikative Funktion gemeint, was jedoch nicht mit der Absicht des Verfassers bei der Produktion des Textes (Verfasserintention) gleichgesetzt werden kann. Man kann in Anlehnung an die Klassifizierung der Sprechakte durch John Searle folgende Grundfunktionen unterscheiden:
| Funktion    | Erläuterung | Beispiel          |
| ----------- | --- | ----------------- |
| Appell      | um Rezipient zu einer Handlung zu bewegen                                                                                                 | Wahlaufruf        |
| Obligation  | dient der Selbstverpflichtung | Vertrag           |
| Kontakt     | um eine Beziehung zwischen den Kommunikationspartnern zu schaffen                                                                         | Grußpostkarte     |
| Deklaration | dient der Verkündung eines Tatbestandes, der durch die Verkündung zur Wirklichkeit wird. Die Sprachhandlung ist also die Handlung selbst. | Ernennungsurkunde |
| Information | dient der Mitteilung von Informationen | Wetterbericht     |

Oftmals erfüllt ein Text mehr als nur eine dieser kommunikativen Funktionen. Es gestaltet sich häufig als problematisch, eine Hauptfunktion festzustellen. Werbetexte für technisch aufwendige Produkte zeichnen sich beispielsweise durch eine hohe Informationsdichte aus. Die dominierende Funktion ist jedoch der Appell zum Kauf.
In der Textlinguistik ist die Textfunktion ein Kriterium, welches es erlaubt, eine Wort- oder Satzfolge als Text zu bestimmen oder auch nicht.